# Castronno
Castronno (lombardul: Castrònn) település Olaszországban, Varese megyében. Lakosainak száma 5043 fő (2023. január 1.). Castronno Albizzate, Brunello, Caronno Varesino, Morazzone, Sumirago és Gazzada Schianno községekkel határos.

## Népesség
A település népességének változása:
| Lakosok száma | 5240 | 5253 | 5043 |
|               | 2017 | 2018 | 2023 |